# Gomphosus
Gomphosus là một chi cá biển thuộc họ Cá bàng chài. Những loài trong chi này đều có phạm vi phân bố rộng khắp Ấn Độ Dương - Thái Bình Dương.

## Từ nguyên
Từ định danh gomphosus bắt nguồn từ gómphos trong tiếng Hy Lạp cổ đại có nghĩa là "cái đinh", hàm ý đề cập đến phần mõm nhọn và dài của các loài trong chi này.

## Các loài
Có hai loài được công nhận là hợp lệ trong chi này:
- Gomphosus caeruleus Lacépède, 1801
- Gomphosus varius Lacépède, 1801

## Phạm vi phân bố
G. caeruleus có phạm vi phân bố giới hạn trong Ấn Độ Dương, trong khi đó G. varius xuất hiện rộng rãi trên khắp Tây và Trung Thái Bình Dương, nhưng cũng được tìm thấy ở Đông Ấn Độ Dương (chủ yếu là tại đảo Giáng Sinh, quần đảo Cocos (Keeling) và bờ biển bang Tây Úc).

## Mô tả
Các loài Gomphosus đều có chung một đặc điểm là phần mõm dài và nhọn như mỏ chim. Chúng sử dụng phần mõm nhọn này để dò tìm những loài giáp xác nhỏ trong các rạn san hô và hốc đá.
Như nhiều chi cá bàng chài khác, những thành viên của chi Gomphosus là những loài dị hình giới tính và là loài lưỡng tính tiền nữ (cá con đều phải trải qua giai đoạn trung gian là cá cái trước khi biến đổi thành cá đực).
Cá cái của hai loài rất khác nhau về hình thái, nhưng đều có chung dải sọc màu đỏ trên mõm, vảy có các đốm đen. Cá đực của hai loài đều có màu xanh lục lam sẫm, nhưng G. varius lại có thêm một vệt màu vàng lục ở sau đầu, còn G. caeruleus thì không.

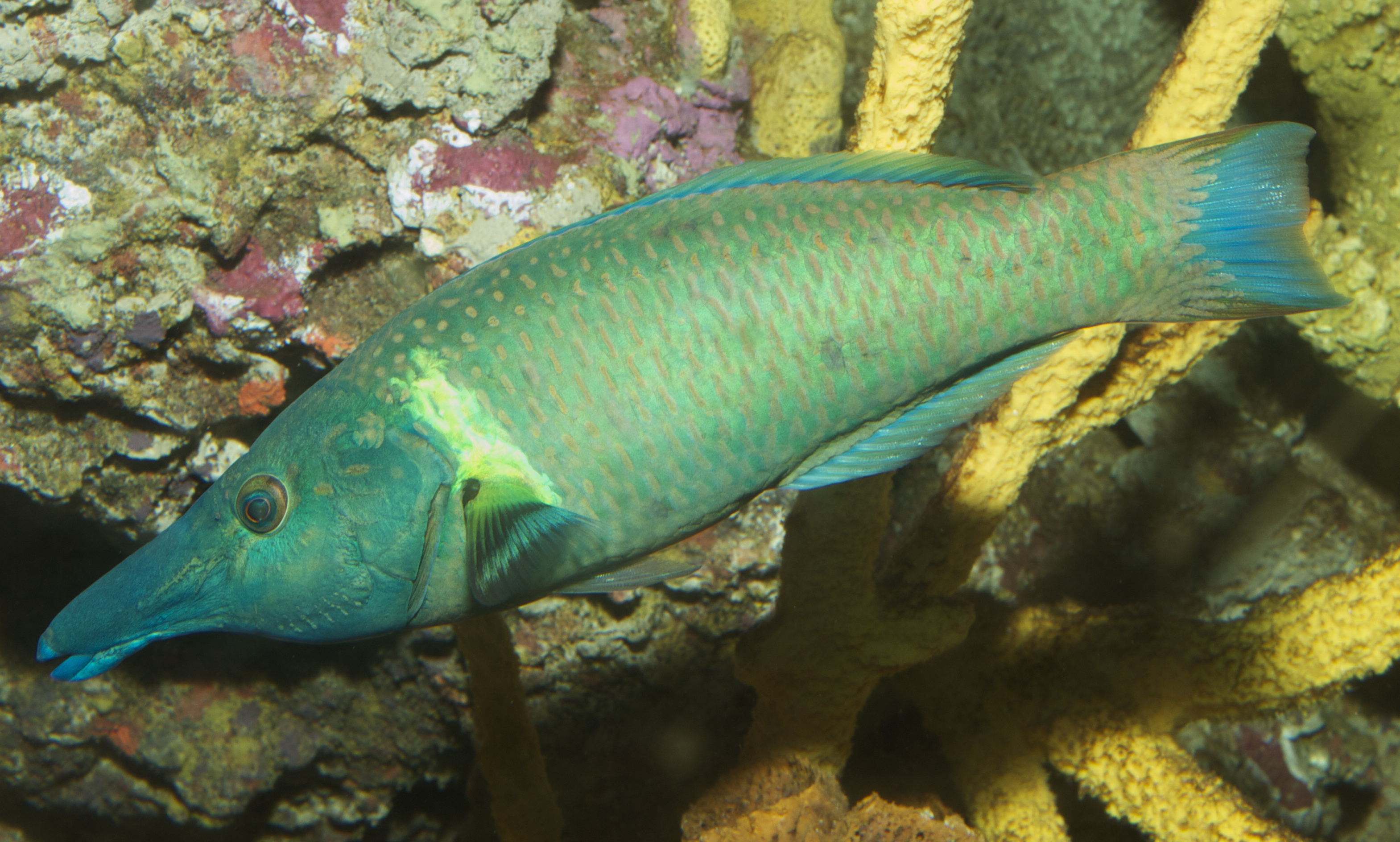
G. varius đực
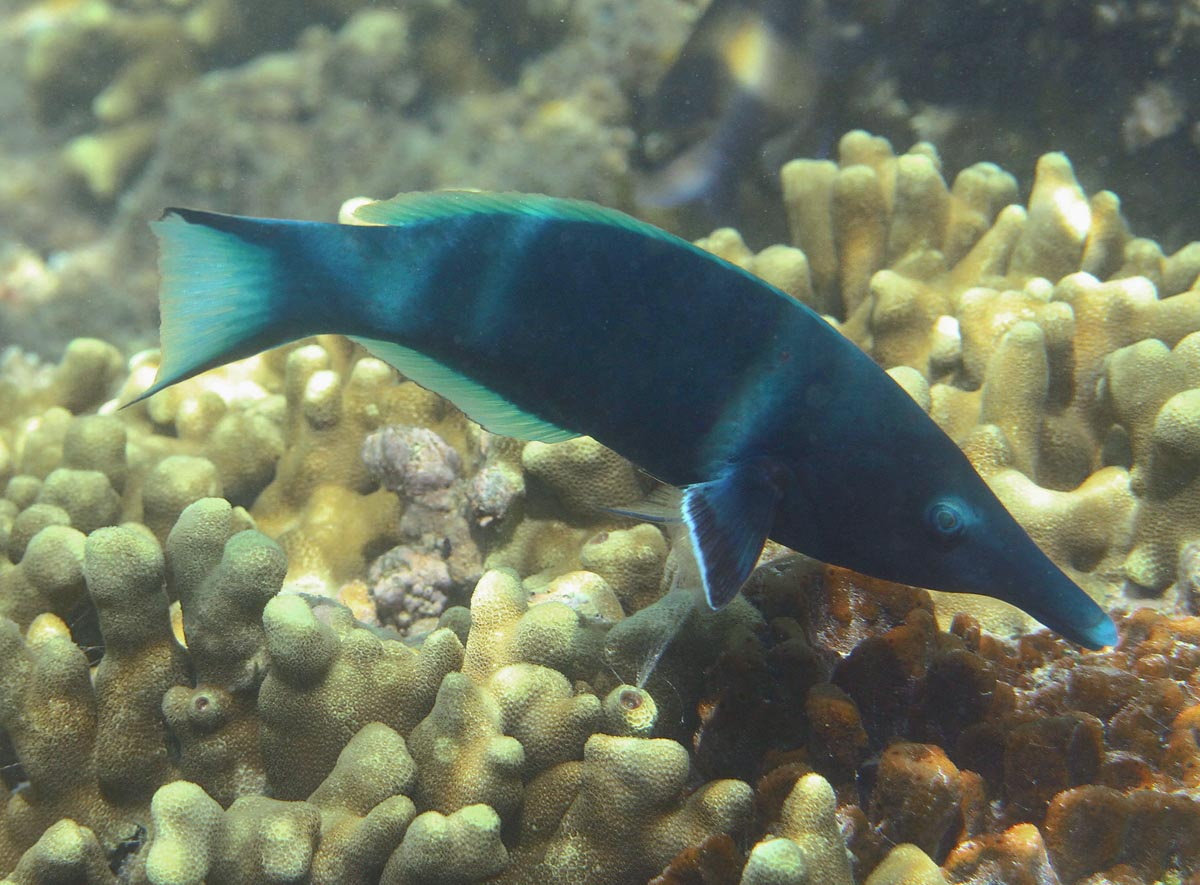
G. caeruleus đực